# Ghionoaia, Bacău
Ghionoaia este un sat în comuna Dealu Morii din județul Bacău, Moldova, România.